# غرفة تجارة وصناعة دبي

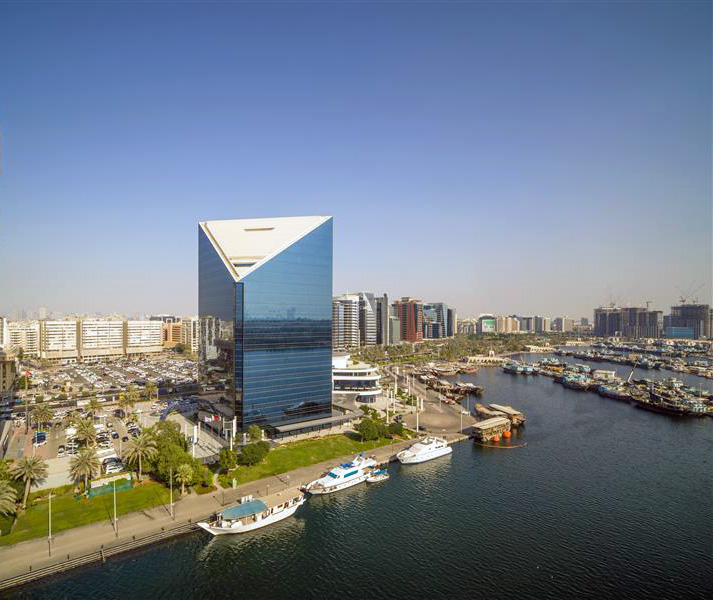

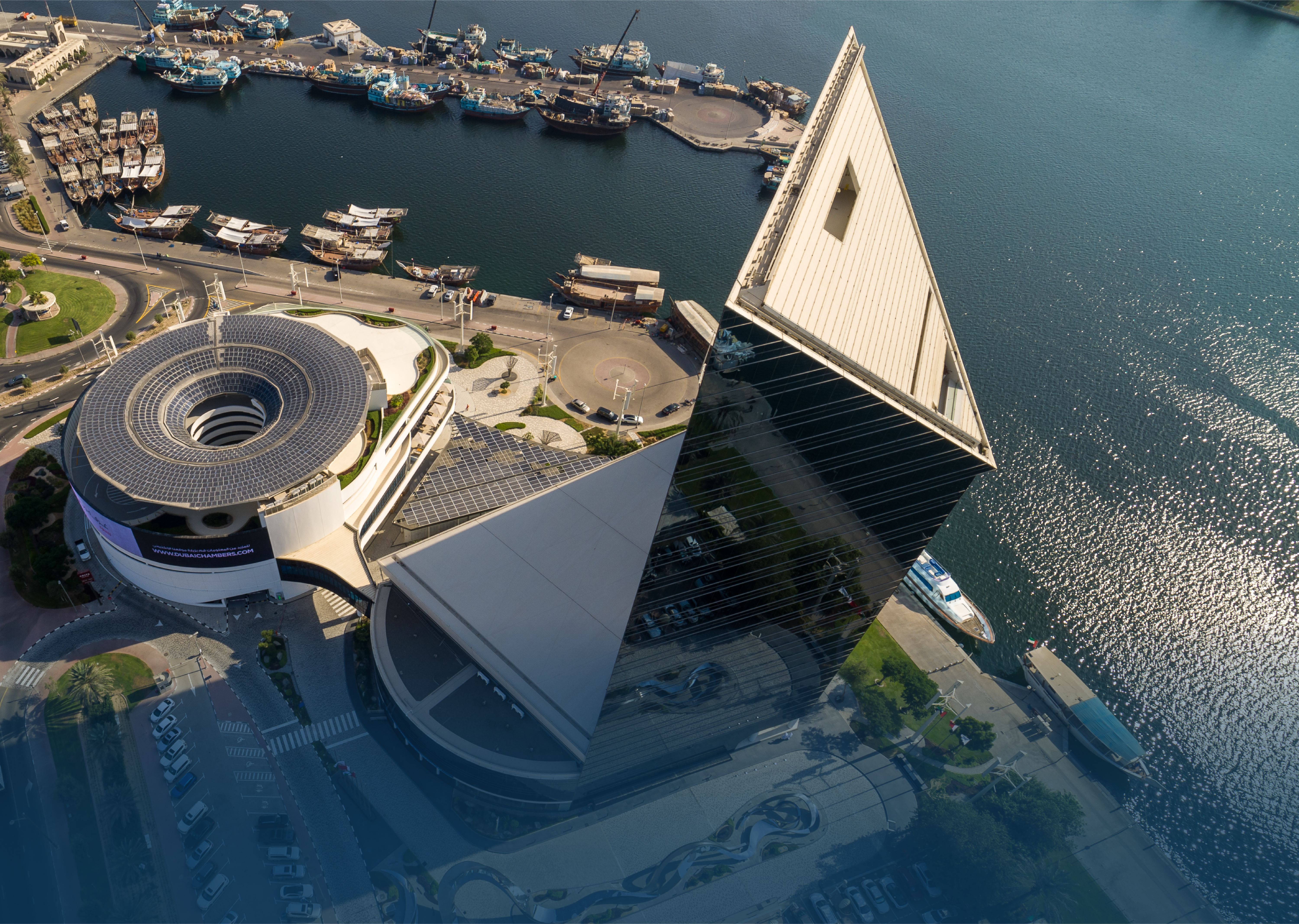

غرف دبي هي مؤسسة غير ربحية ذات نفع عام، تُلبي احتياجات مجتمع الأعمال في الإمارة عبر توفير باقة شاملة من خدمات دعم الأعمال، وتشرف على العديد من البرامج والمبادرات الهادفة لتعزيز الشراكات الدولية وتسريع نمو الاقتصاد الرقمي.

## تاريخها
تأسست غرفة دبي بموجب مرسوم صادر عن حاكم دبي الراحل الشيخ راشد بن سعيد آل مكتوم في عام 1965، وبدأت غرفة دبي أنشطتها بـ 450 عضوًا ومجلس إدارة مكون من 12 عضوًا، ثم ارتفع عدد الأعضاء إلى أكثر من 150.000 من جميع القطاعات الاقتصادية في عام 2013.
و في عام 2021، هُيكلت الغرفة لدعم خطط الإمارة في زيادة حجم التجارة الخارجية غير النفطية إلى 2 تريليون درهم بحلول العام 2025 وتعزيز مكانة دبي مركزاً عالمياً للأعمال. وتنضوي تحت مظلة غرف دبي الآن ثلاث مؤسسات متخصصة تتمثل في كل من غرفة تجارة دبي، وغرفة دبي للاقتصاد الرقمي، وغرفة دبي العالمية.

## المكاتب المحلية والعالمية
يقع المكتب الرئيسي في ديرة وفرع آخر في سلطة المنطقة الحرة بجبل علي (جافزا)، وتقع مكاتب التمثيل في المنطقة الحرة بمطار دبي (دافزا) ومبنى جمارك النقل البري في العوير، حيث افتتحت غرفة دبي مكاتب تمثيلية في (باكو) أذربيجان و(أديس أبابا) إثيوبيا، و في يناير عام 2015 ، تم افتتاح مكتب في (أكرا) غانا.

## الهيكل التنظيمي
تعمل تحت مظلة غرف دبي ثلاث غرف:

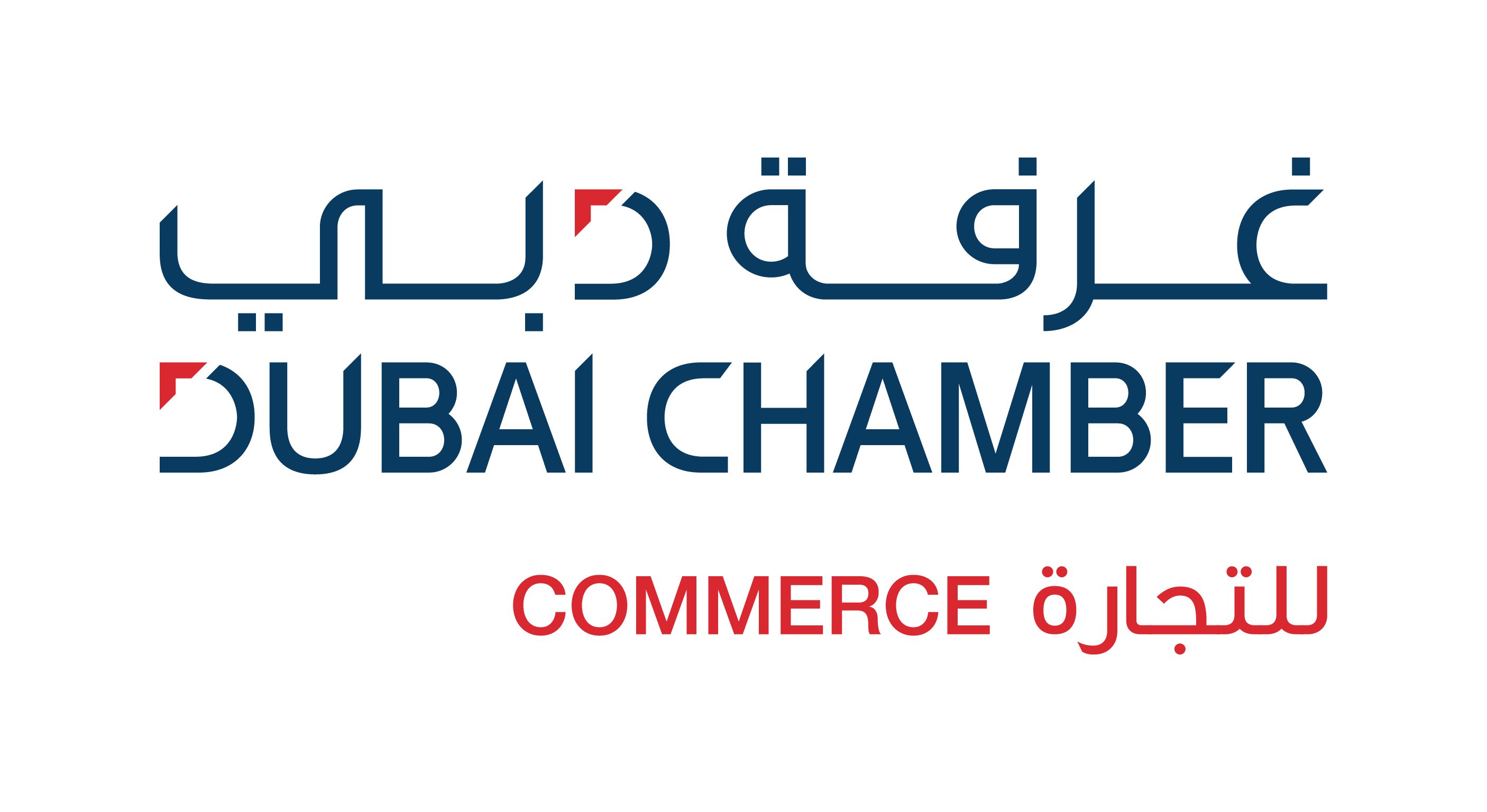

- غرفة تجارة دبي: تعمل على تمثيل ودعم وحماية مصالح مجتمع الأعمال في دبي، وترسيخ مكانة الإمارة مركزاً تجارياً يتمتع بقدرة تنافسية عالية. وتوفر الغرفة جسوراً للتواصل بين مجتمع الأعمال وحكومة دبي انطلاقاً من دورها الداعم لخطط التنمية الاقتصادية للإمارة.[7]

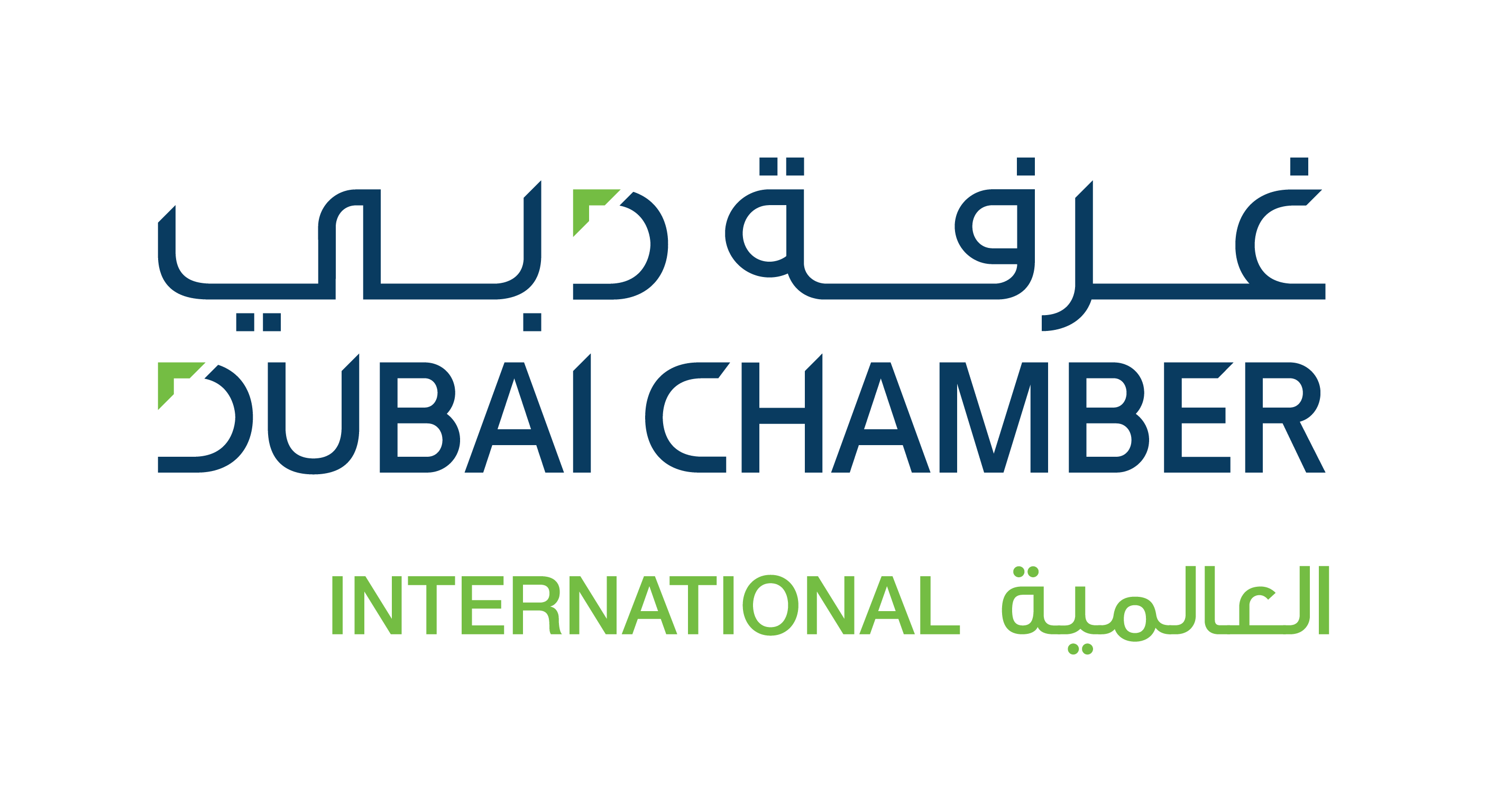

- غرفة دبي العالمية: تركز على دعم التوسع الدولي للشركات المحلية نحو الأسواق العالمية، وجذب الاستثمارات الأجنبية المباشرة إلى الإمارة. وتحظى الغرفة بدعم شبكة تضم أكثر من 30 مكتباً تمثيلياً خارجياً في جميع أنحاء العالم.[8]

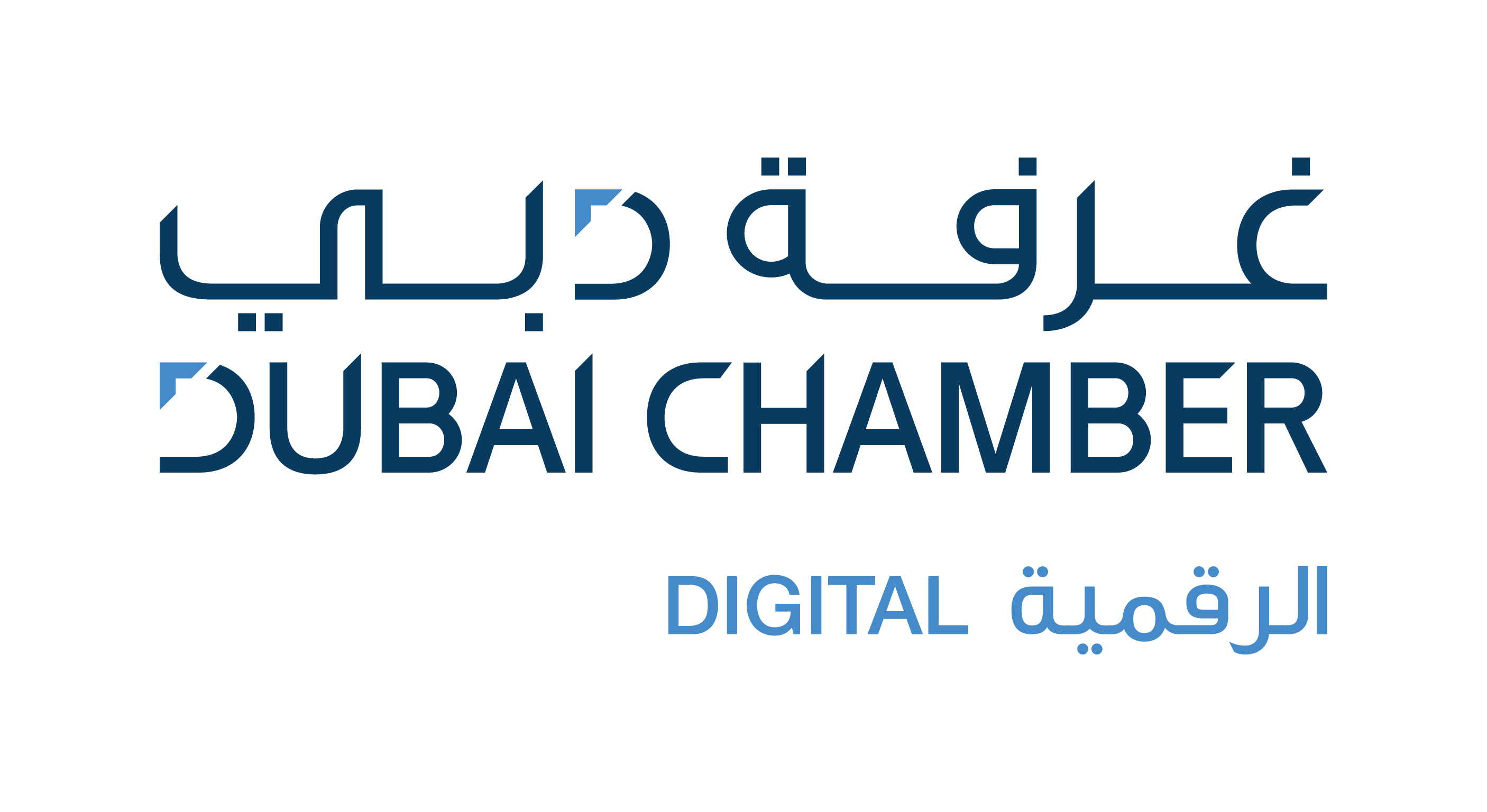

- غرفة دبي للاقتصاد الرقمي: تهدف إلى تعزيز مكانة إمارة دبي ضمن أبرز المراكز الرقمية المدعومة بالتكنولوجيا تنوعاً ومرونة في العالم. وتركز على تعزيز بيئة الاقتصاد الرقمي في دبي، واستقطاب الشركات الرقمية إلى الإمارة، ودعم الشركات الناشئة فيها.[9]

## الجوائز

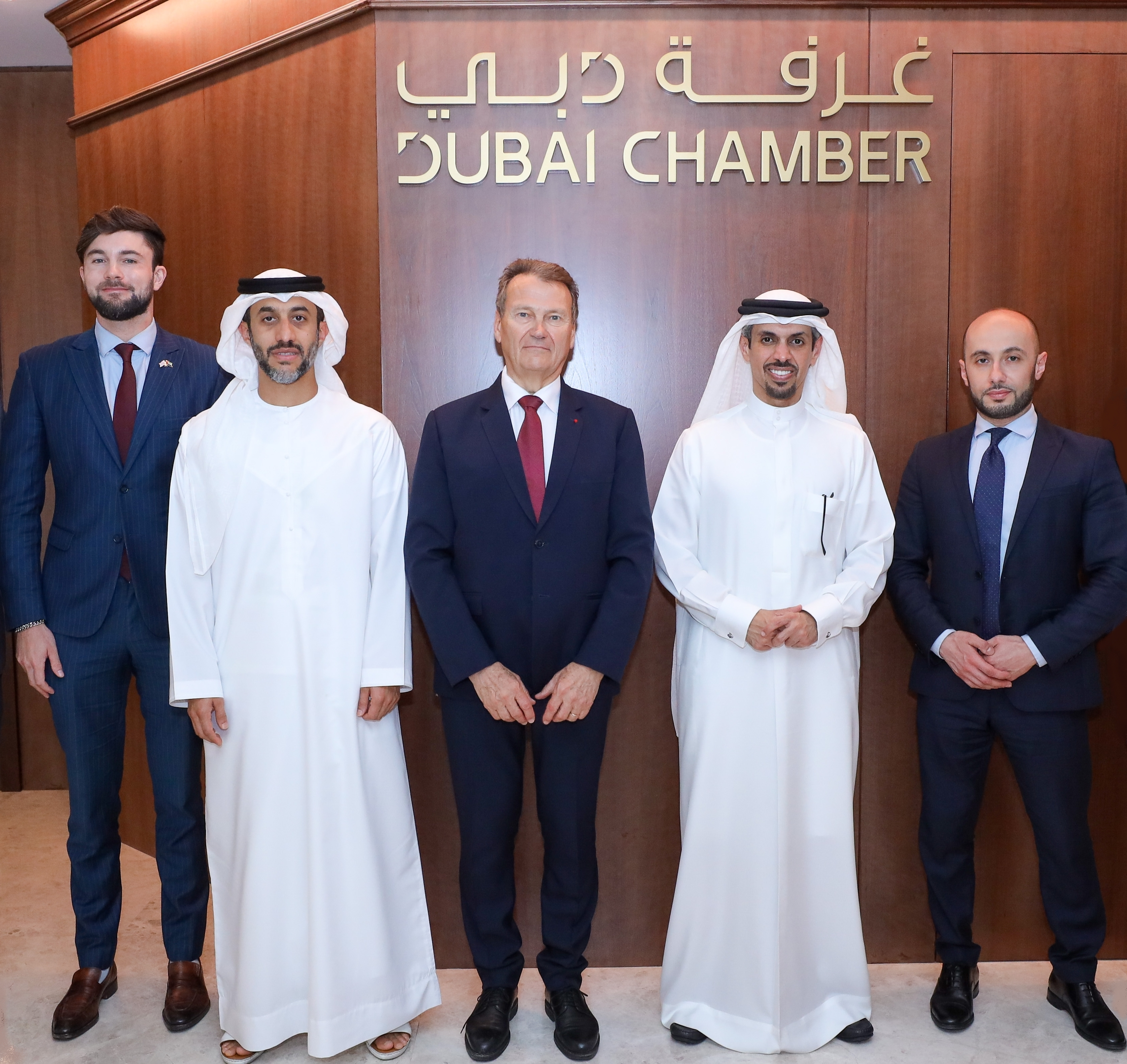
صورة تجمع كل من؛ رئيس غرفة دُبي، حسام نصراوين (رئيس الشرق الأوسط وعلاقات المستثمرين) ولو بلاشير رئيس مجموعة باترونات الفرنكوفونية

أطلقت غرفة دبي جائزة محمد بن راشد آل مكتوم للأعمال في عام 2005، وتكرم الجائزة وتكافئ الشركات التي تساهم في التنمية الاقتصادية لدولة الإمارات العربية المتحدة، حيث تعتبر هذه الجائزة أعلى مستوى من الاعتراف بالتميز في الأعمال الذي يمكن أن تحققه مؤسسة في دولة الإمارات العربية المتحدة.

## الإنجازات
قدمت غرفة تجارة وصناعة دُبي العديد من الإنجازات ومن أهمها:
- إطلاق مجموعة عمل التكنولوجيا المالية والمدفوعات:[11] أعلنت الغرفة عن إطلاق مجموعة عمل جديدة معنية بالتكنولوجيا المالية والمدفوعات، بهدف تعزيز الحوار بين الشركات العاملة في هذا القطاع والمساهمة في تطوير السياسات الداعمة له.

- إطلاق مجموعة عمل الفعاليات لدعم مكانة الإمارة كوجهة للفعاليات العالمية:[12] أطلقت الغرفة مجموعة عمل الفعاليات بهدف توحيد صوت شركات القطاع وتعزيز الحوار حول السياسات والتشريعات المرتبطة به، في إطار دعم قطاع يُعد من ركائز اقتصاد الإمارة، وترسيخ مكانة دبي كوجهة عالمية للفعاليات.

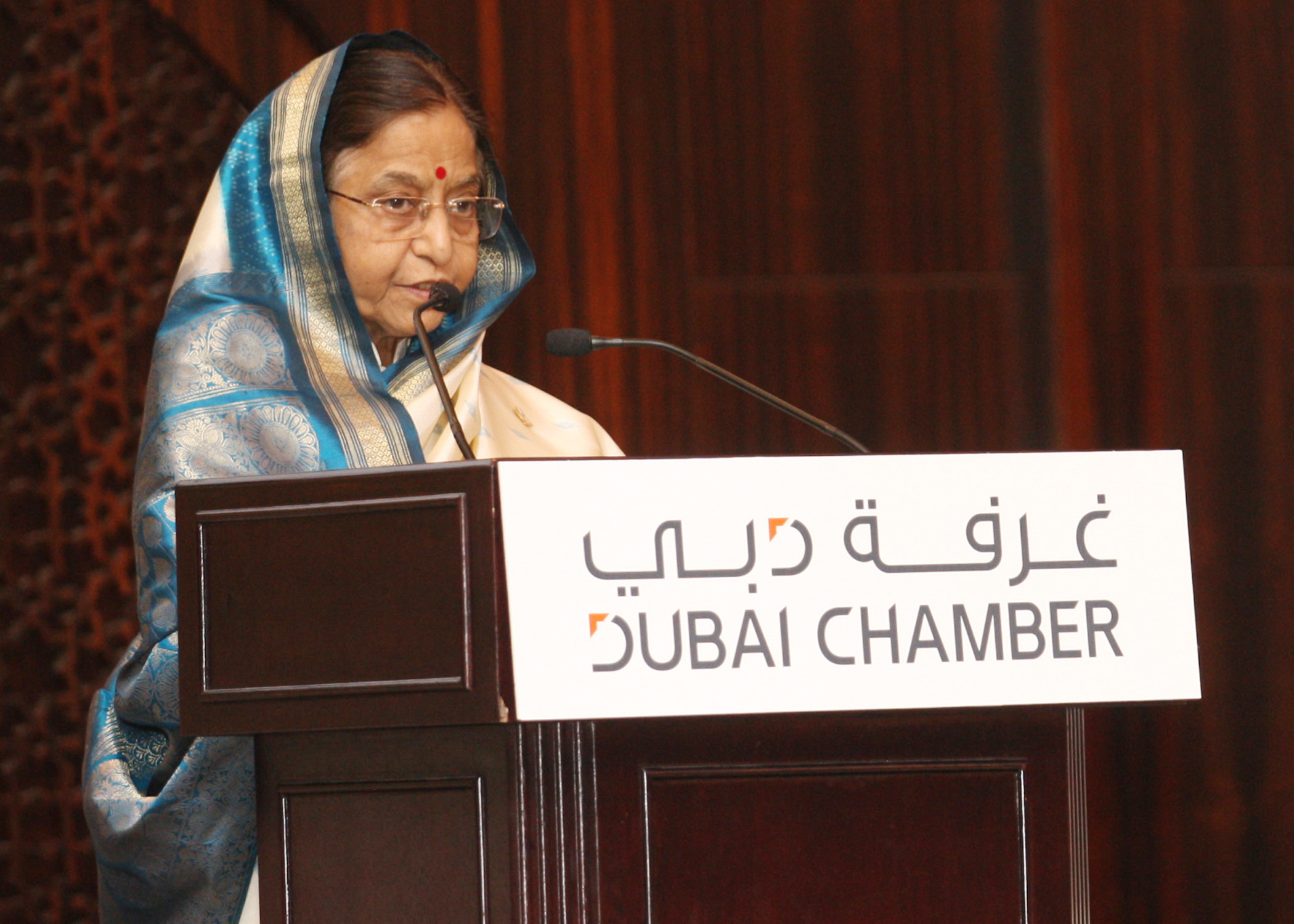
صورة أخرى تظهر بها الرئيسة براثيبا ديفيزينغ باتيل تخاطب اجتماع الأعمال ،في غرفة تجارة دبي في 25 نوفمبر 2010

- المسؤولية الإجتماعية: أصدرت الغرفة تقريرًا في أبريل 2021 يلخص أنشطتها في مجال المسؤولية الاجتماعية لعام 2020، بما في ذلك التبرع لصندوق التضامن المجتمعي ضد كورونا، وتنفيذ مبادرات بيئية مثل مشروع مواقف السيارات المستدامة وإصدار منشورات عن المباني الخضراء.[13]

- نظمت الغرفة 53 جلسة توعية وتدريب داخلية حول المسؤولية الاجتماعية للشركات ورفاهية موظفيها.[14]

- دعم القطاع الخاص: قامت الغرفة على دعم القطاع الخاص في دبي، وذلك عن طريق تزويدهم ببيانات ومعلومات مهمة بالإضافة إلى تقارير ودراسات بحثية حول التشريعات الفيدرالية والمحلية والقرارات الوزارية.[15]

## أنظر أيضاً
- اقتصاد دبي
- دائرة التنمية الاقتصادية (دبي)
- تصنيف:منظمات مقرها في دبي
- تصنيف:وكالات حكومية في دبي

## وصلات خارجية
- الصفحة الرئيسية، لغرفة تجارة وصناعة دبي
- خرائط جوجل، الموقع الرسمي